# 牛ノカルジア症
牛ノカルジア症（うしノカルジアしょう、英: bovine nocardiosis）とはノカルジア属菌の感染を原因とするウシの感染症。Nocardia asteroides、Nocardia brasiliensis、Nocardia farcinicaなどが原因となり、これらの菌はウシ以外にもウマ、ブタ、ヒツジ、ヤギ、イヌ、ネコ、ヒトなどへの感染が成立する。皮下に慢性の化膿性肉芽腫を形成する。治療には排膿した後に洗浄を行い、抗菌剤を投与する。